# Dienis Rodionow
Dienis Aleksandrowicz Rodionow (ros. Денис Александрович Родионов, ur. 26 lipca 1985) – kazachski piłkarz grający na pozycji pomocnika.

## Kariera piłkarska

### Kariera klubowa
Rodionow rozpoczął karierę w klubie FK Atyrau, w którym grał w latach 2001–2006. Następnie grał w FK Ałmaty, Żetysu Tałdykorgan i FK Aktöbe.

### Kariera reprezentacyjna
W reprezentacji Kazachstanu zadebiutował 8 września 2004 roku w meczu eliminacji do mistrzostw świata przeciwko Ukrainie. Rozegrał 13 spotkań zdobywając 1 bramkę.
| Mecze i gole w reprezentacji | Mecze i gole w reprezentacji | Mecze i gole w reprezentacji | Mecze i gole w reprezentacji | Mecze i gole w reprezentacji | Mecze i gole w reprezentacji | Mecze i gole w reprezentacji |
| Kazachstan                   | Kazachstan                   | Kazachstan                   | Kazachstan                   | Kazachstan                   | Kazachstan                   | Kazachstan                   |
| Lp.                          | Data                         | Miasto                       | Przeciwnik                   | Gol                          | Wynik                        | Rozgrywki                    |
| ---------------------------- | ---------------------------- | ---------------------------- | ---------------------------- | ---------------------------- | ---------------------------- | ---------------------------- |
| 1.                           | 08.09.2004                   | Ałmaty                       | Ukraina                      |                              | 1:2                          | el. MŚ 2006                  |
| 2.                           | 17.11.2004                   | Pireus                       | Grecja                       |                              | 1:3                          | el. MŚ 2006                  |
| 3.                           | 29.01.2005                   | Jokohama                     | Japonia                      |                              | 0:4                          | towarzyski                   |
| 4.                           | 26.03.2005                   | Kopenhaga                    | Dania                        |                              | 0:3                          | el. MŚ 2006                  |
| 5.                           | 04.06.2005                   | Kijów                        | Ukraina                      |                              | 0:2                          | el. MŚ 2006                  |
| 6.                           | 08.06.2005                   | Ałmaty                       | Turcja                       |                              | 0:6                          | el. MŚ 2006                  |
| 7.                           | 07.09.2005                   | Ałmaty                       | Grecja                       |                              | 1:2                          | el. MŚ 2006                  |
| 8.                           | 24.12.2006                   | Bangkok                      | Singapur                     |                              | 0:0                          | PKT 2006                     |
| 9.                           | 26.12.2006                   | Bangkok                      | Wietnam                      |                              | 1:2                          | PKT 2006                     |
| 10.                          | 28.12.2006                   | Bangkok                      | Tajlandia                    | Gol                          | 2:2                          | PKT 2006                     |
| 11.                          | 03.02.2008                   | Antalya                      | Azerbejdżan                  |                              | 0:0                          | towarzyski                   |
| 12.                          | 06.02.2008                   | Antalya                      | Mołdawia                     |                              | 0:1                          | towarzyski                   |
| 13.                          | 03.09.2010                   | Astana                       | Turcja                       |                              | 0:3                          | el. ME 2012                  |